# Nyarroh
Nyarroh (también conocida como Nyaloh, Nyarroh de Bandasuma o Reina Nyarroh; fallecida en 1914) fue una jefa mendé en Bandasuma, en la actual Sierra Leona, entre la década de 1880 a 1914. Es especialmente conocida a través de los informes coloniales británicos por su papel mediador entre los jefes de la zona. Nyarroh organizó numerosas reuniones de negociación entre oficiales británicos y jefes del pueblo mendé en el interior del país. Al igual que muchos otros jefes mendés, tomó un papel activo en la guerra y en 1887 fue capturada y retenida durante muchos meses. Firmó un acuerdo de amistad con los británicos en 1890 y pasó a formar parte de la administración de la colonia hasta su muerte en 1914.

## Jefatura
Nyarroh era jefa de la ciudad de Bandasuma (actual Bandajuma) y ocupó otras tierras convirtiéndose en la jefa de toda la región de Barrie en el río Moa en el actual país de Sierra Leona. No se registra mucho sobre su vida antes de 1885, cuando se convirtió en una mediadora clave en los esfuerzos británicos para acceder al interior de Sierra Leona.
Historias orales dicen que Nyarroh se convirtió en la jefa de Bandasuma después de la muerte de su esposo Kahjay, quien era el jefe de la aldea. Ella expandió su control sobre un área mayor y se convirtió en jefa de toda la región de Barrie. La mayor parte de la incorporación de territorio fue el resultado de un regalo de Boakie Gomna, el jefe de Tunkia que se había convertido en el amante de Nyarroh después de la muerte de su esposo. Otra narración oral sostiene que ella en un momento controló la tierra en el lado este del río Moa (la tierra en torno al santuario de vida silvestre moderno de la isla Tiwai), pero que esa tierra fue regalada a otro jefe que también se convirtió en su amante.
La región de Barrie controlada por Nyarroh limitaba con el cacicazgo de Tunkia al norte y el río Moa al oeste. La zona adquirió mayor valor con los esfuerzos británicos para implantar el gobierno colonial en el interior del país dado que estaba en una encrucijada clave que conducía desde las ciudades costeras a las zonas de interior controladas por los importantes jefes Mendé.
Aunque en los informes británicos oficiales se la llamaba Reina Nyarroh, esto probablemente se deba al uso indiscriminado del título por parte de los oficiales británicos cuando trataban con las autoridades indígenas, y ella era una jefa bajo el poder de Mendengla, uno de los cuatro reyes Mendé primarios. Su autoridad es debatida por diferentes historiadores, Arthur Abraham afirma que Nyarroh tuvo mayor poder en gran parte para servir a los esfuerzos coloniales británicos y que tenía un poder limitado antes de la participación colonial británica. Por el contrario, Lynda R. Day asegura que Nyarroh pudo desempeñar un papel único como mediadora entre los intereses británicos e indígenas porque las mujeres tenían un papel tradicional como mediadoras en la sociedad mendé.

## Mediadora
La importancia en los informes británicos de Nyarroh quedó reflejada como fuerza mediadora clave en las negociaciones entre los británicos, los jefes costeros y los jefes del interior durante las décadas de 1880 y 1890.
Su primera participación registrada fue la mediación de Nyarroh como jefa clave en la lucha por el control del reino de Massaquoi, que era un lugar estratégico en el río Moa entre los jefes de la costa y los jefes del interior. Dos jefes intentaban hacerse con el control del reino con Boakie Gomna apoyado por los jefes del interior, incluidos Jabati, Nyarroh y Mendengla. Fawundu, por el contrario, fue apoyado por los jefes de la costa como Momo Kai Kai y otros. La mayoría de los jefes de la costa estaban bajo tratados británicos de protección, por lo que cuando estas comunidades comenzaron a ser atacadas durante la lucha, los británicos enviaron oficiales a los jefes del interior para negociar el fin de la violencia. La misión entró en Bandasuma y fue informada de que Nyarroh hablaba bastante bien inglés y que estaba dispuesta a organizar una reunión entre Samuel Rowe, el gobernador británico del territorio y muchos de los jefes del interior. Nyarroh despejó los caminos para la llegada de Rowe y organizó las reuniones en Bandasuma durante dos semanas. Dado que Mendengla no estaba presente, hizo arreglos para que los mensajeros lo mantuvieran en contacto durante la reunión.Rowe convenció a muchos de los jefes del interior para firmar acuerdos de paz con los jefes costeros. Mendengla no firmó el acuerdo pero tampoco impidió su firma por los caciques de la zona.
Sin embargo, después de este acuerdo de paz, Kubah, un jefe de guerra (un mercenario que controlaba sus propias tropas y se alineaba con diferentes líderes) que había sido uno de los principales participantes en el conflicto por el reino de Massaquoi, se molestó debido a la disminución de las oportunidades de incursión que esto le ofrecería. Percibida como una amenaza para su gobierno, Nyarroh mató a Kubah en noviembre de 1885 en Bandasuma. Otro jefe de guerra, Ndawa, había sido un aliado clave de Kubah (hermano en algunos informes) y así comenzó una serie de campañas contra Nyarroh para vengar la muerte de Kubah. El 11 de abril de 1887, Ndawa logró saquear Bandasuma y tomar como rehén a Nyarroh. Los británicos tomaron un papel activo intentando negociar su liberación, pero ésta rechazó la mayoría de los gestos. No se registra información sobre su liberación, pero fue liberada y devuelta como jefa de Barri en 1888. En los años siguientes, Bandasuma se convirtió en un sitio neutral clave para las reuniones entre los británicos y los jefes del interior bajo Mendengla. A esto le siguió una reunión en 1893 organizada por Nyarroh entre el gobernador británico del territorio, ahora Francis Fleming, y todos los jefes del interior, incluido Mendengla.
Estas reuniones produjeron una prominencia británica gradualmente mayor en la región. En 1890, firmó un tratado de amistad con los británicos y, como resultado, recibió un estipendio del gobierno británico como jefa de la región. Siguió siendo la jefa bajo el dominio británico hasta su muerte en 1914. Su hija la siguió como jefa, pero la importancia de Bandasuma disminuyó significativamente a principios del siglo XX.